# Сируля
Сируля или Сирула (на македонска литературна норма: Сирула) е село в община Охрид на Северна Македония.

## География
Селото е разположено на 20 километра североизточно от Охрид.

## История
В „Етнография на вилаетите Адрианопол, Монастир и Салоника“, издадена в Константинопол в 1878 година и отразяваща статистиката на населението от 1873 годинаСируля (Siroulia) е посочено като село с 40 домакинства със 125 жители българи.
Според статистиката на Васил Кънчов („Македония. Етнография и статистика“) от 1900 година Сируля е населявано от 440 жители, всички българи християни.
На Етнографската карта на Битолския вилает на Картографския институт в София от 1901 година Сируля е чисто българско село в Охридската каза на Битолския санджак с 55 къщи.
В началото на XX век цялото население на селото е под върховенството на Българската екзархия. По данни на секретаря на екзархията Димитър Мишев („La Macédoine et sa Population Chrétienne“) в 1905 година в Сируля има 440 българи екзархисти.
При избухването на Балканската война в 1912 година 5 души от Сируля са доброволци в Македоно-одринското опълчение.
Според преброяването от 2002 година селото има 10 жители северномакедонци.
| Националност     | Всичко |
| северномакедонци | 10     |
| албанци          | 0      |
| турци            | 0      |
| роми             | 0      |
| власи            | 0      |
| сърби            | 0      |
| бошняци          | 0      |
| други            | 0      |

В 2005 година е реконструирана и на 20 май 2005 година осветена от митрополит Тимотей Дебърско-Кичевски църквата „Свети Никола“. Живописта е дело на Драган Ристески от Охрид.

## Личности
Родени в Сируля
- Трайко Талев, македоно-одрински опълченец, 3 рота на 6 оридска дружина, носител на орден „За храброст“ IV степен[8]